# Jouni Kaitainen
Jouni Kaitainen (Lahti, 9 de junio de 1980) es un deportista finlandés que compitió en esquí en la modalidad de combinada nórdica. Ganó una medalla de bronce en el Campeonato Mundial de Esquí Nórdico de 2003, en la prueba por equipo.

## Palmarés internacional
| Campeonato Mundial | Campeonato Mundial     | Campeonato Mundial | Campeonato Mundial       |
| Año                | Lugar                  | Medalla            | Prueba                   |
| ------------------ | ---------------------- | ------------------ | ------------------------ |
| 2003               | Val di Fiemme (Italia) | Medalla de bronce  | TN + 4 × 5 km por equipo |